# Квинт Помпей Фалкон Созий Приск
Квинт Помпей Фалкон Созий Приск (на латински: Quintus Pompeius Falco Sosius Priscus) е римски политик и квестор на Римската империя през началото на 3 век.

## Биография
Той е син на богатия Квинт Помпей Созий Фалкон, консул 193 г., и на Сулпиция Агрипина. По бащина линия е внук на Квинт Помпей Сенецио Созий Приск, консул 169 г., и на Цейония Фабия. Първи братовчед по майчина линия е на Августа. Сулпиция Дриантила (210 – 260), съпруга на узурпатор Публий Касий Регалиан.
Квинт става квестор като кандидат на императорите Каракала (упр. 211 – 217) или Елагабал (упр. 218 – 222).